# Alin Dudea
Alin Ilie Dudea (Craiova, 6 giugno 1997) è un calciatore rumeno, difensore del CSM Reșița.

## Carriera

### Club
Cresciuto nei settori giovanili delle due squadre della sua città natale, il FCU Craiova e l'U Craiova, dal 2014 al 2016 ha fatto parte della rosa della Dinamo Bucarest, con cui però non ha giocato nessuna partita. Il 18 febbraio 2016 viene girato in prestito al Rapid Suceava, nella seconda divisione rumena. Rientrato dal prestito, non riesce a ritagliarsi uno spazio nella formazione, giocando a malapena 23 partite tra campionato e coppe. Dopo i prestiti al Chindia Târgoviște e al CSM Reșița, il 30 giugno 2021 ha fatto ritorno alla Dinamo Bucarest.

### Nazionale
Ha giocato nella nazionale rumena Under-19.

## Statistiche

### Presenze e reti nei club
Statistiche aggiornate al 20 luglio 2021.
| Stagione                  | Squadra                   | Campionato                | Campionato | Campionato | Coppe nazionali | Coppe nazionali | Coppe nazionali | Coppe continentali | Coppe continentali | Coppe continentali | Altre coppe | Altre coppe | Altre coppe | Totale | Totale |
| Stagione                  | Squadra                   | Comp                      | Pres       | Reti       | Comp            | Pres            | Reti            | Comp               | Pres               | Reti               | Comp        | Pres        | Reti        | Pres   | Reti   |
| ------------------------- | ------------------------- | ------------------------- | ---------- | ---------- | --------------- | --------------- | --------------- | ------------------ | ------------------ | ------------------ | ----------- | ----------- | ----------- | ------ | ------ |
| 2014-2015                 | Dinamo Bucarest           | L1                        | 0          | 0          | CR+CdL          | 0+0             | 0+0             |                    | -                  | -                  |             | -           | -           | 0      | 0      |
| 2015-feb. 2016            | Dinamo Bucarest           | L1                        | 0          | 0          | CR+CdL          | 0+0             | 0+0             |                    | -                  | -                  |             | -           | -           | 0      | 0      |
| Totale Dinamo Bucarest    | Totale Dinamo Bucarest    | Totale Dinamo Bucarest    | 0          | 0          |                 | 0               | 0               |                    | -                  | -                  |             | -           | -           | 0      | 0      |
| feb.-mag. 2016            | Rapid Suceava             | L2                        | 9          | 0          |                 | -               | -               |                    | -                  | -                  |             | -           | -           | 9      | 0      |
| 2016-2017                 | Dinamo Bucarest           | L1                        | 4          | 0          | CR+CdL          | 0+2             | 0+0             |                    | -                  | -                  |             | -           | -           | 6      | 0      |
| 2017-2018                 | Dinamo Bucarest           | L1                        | 17         | 0          | CR              | 2               | 0               | UEL                | 0                  | 0                  |             | -           | -           | 19     | 0      |
| Totale Dinamo Bucarest    | Totale Dinamo Bucarest    | Totale Dinamo Bucarest    | 21         | 0          |                 | 4               | 0               |                    | 0                  | 0                  |             | -           | -           | 25     | 0      |
| 2018-2019                 | Chindia Târgoviște        | L2                        | 19         | 2          | CR              | 1               | 0               |                    | -                  | -                  |             | -           | -           | 20     | 2      |
| 2019-feb. 2020            | Chindia Târgoviște        | L1                        | 5          | 0          | CR              | 1               | 0               |                    | -                  | -                  |             | -           | -           | 6      | 0      |
| Totale Chindia Târgoviște | Totale Chindia Târgoviște | Totale Chindia Târgoviște | 24         | 2          |                 | 2               | 0               |                    | -                  | -                  |             | -           | -           | 26     | 2      |
| feb.-mag. 2020            | CSM Reșița                | L2                        | 2          | 0          |                 | -               | -               |                    | -                  | -                  |             | -           | -           | 2      | 0      |
| 2020-2021                 | CSM Reșița                | L2                        | 14         | 1          | CR              | 0               | 0               |                    | -                  | -                  |             | -           | -           | 14     | 1      |
| Totale CSM Reșița         | Totale CSM Reșița         | Totale CSM Reșița         | 16         | 1          |                 | 0               | 0               |                    | -                  | -                  |             | -           | -           | 16     | 1      |
| 2021-2022                 | Dinamo Bucarest           | L1                        | 1          | 0          | CR              | 0               | 0               |                    | -                  | -                  |             | -           | -           | 1      | 0      |
| Totale carriera           | Totale carriera           | Totale carriera           | 71         | 3          |                 | 6               | 0               |                    | 0                  | 0                  |             | -           | -           | 77     | 3      |

## Palmarès

### Club

#### Competizioni nazionali
- Cupa Ligii: 1

Dinamo Bucarest: 2016-2017
- Liga II: 1

Chindia Târgoviște: 2018-2019